# لين سيتون
لين سيتون (بالإنجليزية: Lynn Seaton)‏ هو عازف جاز وأستاذ جامعي أمريكي، ولد في 18 يوليو 1957 في تلسا في الولايات المتحدة.

## وصلات خارجية
- لين سيتون على موقع ميوزك برينز (الإنجليزية)
- لين سيتون على موقع أول ميوزيك (الإنجليزية)
- لين سيتون على موقع ديسكوغز (الإنجليزية)